# Wojskowa Odznaka Ratownika Pola Walki
Wojskowa Odznaka Ratownika Pola Walki (WORPW) – polska odznaka będąca zewnętrznym symbolem ukończenia kursu oraz zdobytych kwalifikacji ratownika pola walki. Ustanowiona decyzją Ministra Obrony Narodowej z dnia 1 lipca 2020 w celu uhonorowania żołnierzy, którzy opanowali wiedzę i umiejętności praktyczne z zakresu taktycznej opieki nad poszkodowanymi na polu walki oraz posługiwania się indywidualnym wyposażeniem i sprzętem medycznym.

## Zasady nadawania
Odznaka jest nadawana absolwentom kursu doskonalącego ratownika pola walki (CLS; Combat Lifesaver) prowadzonego w Wojskowym Centrum Kształcenia Medycznego (WCKM) w Łodzi.
Prawo do posiadania i noszenia odznaki przysługuje żołnierzom, którzy ukończyli kurs z oceną pozytywną.
Odznakę nadaje Komendant WCKM, na podstawie wniosku Komisji ds. WORPM, na okres trzech lat, z możliwością potwierdzenia przedłużenia na kolejne trzyletnie okresy – po ukończeniu z oceną pozytywną kolejnych kursów doskonalących ratownika pola walki (Combat Lifesaver).
Prawo do noszenia odznaki tracą osoby, które po upływie trzech lat, podczas kolejnego kursu doskonalącego ratownika pola walki (Combat Lifesaver), nie wykazały się umiejętnościami wymaganymi do potwierdzenia kryteriów niezbędnych do posiadania odznaki lub nie przystąpiły do kursu.
Decyzję o pozbawieniu prawa do odznaki podejmuje Komendant WCKM na wniosek Komisji ds. WORPM lub z własnej inicjatywy.

## Wygląd
Podstawą odznaki jest sześcioramienny krzyż, zwany Gwiazdą Życia, o wymiarach 40 mm × 40 mm, w kolorze niebieskim. Pośrodku umieszczony jest wizerunek skrzyżowanego miecza oraz laski Eskulapa, w odcieniach barwy srebrnej.
Odznakę nosi się w miejscu przewidzianym dla odznaki absolwenckiej.